# Gare de Maubeuge
Gare de Maubeuge vasútállomás Franciaországban, Maubeuge településen.

## Vasútvonalak
Az állomást az alábbi vasútvonalak érintik:
- Creil–Jeumont-vasútvonal

## Kapcsolódó állomások
A vasútállomáshoz az alábbi állomások vannak a legközelebb:
- Gare des Bons-Pères
- Gare de Louvroil
- Erquelinnes railway station (Charleroi-Central railway station, S63)
- Gare d’Aulnoye-Aymeries